# Coenonympha galactinus
Coenonympha galactinus är en fjärilsart som beskrevs av Jean Baptiste Boisduval 1852. Coenonympha galactinus ingår i släktet Coenonympha och familjen praktfjärilar. Inga underarter finns listade i Catalogue of Life.